# Academia Domnească din Iași
Academia Domnească din Iași a fost o instituție de învățământ superior, activă în secolele al XVIII-lea și al XIX-lea.

## Istoric
Fondată la Iași (capitala Principatului Moldova) de către prințul Antioh Cantemir în 1707, Academia a continuat simbolic Academia Vasiliană, deși nu există o legătură directă între cele două instituții similare. Principalul reformator al Academiei a fost Grigore al III-lea Ghica (1776), care a modernizat-o pentru a concura cu universitățile europene. Studiile erau realizate în limba greacă și pentru cea mai mare parte a secolului al XVIII-lea au fost practic aristotelice. Începând din anii 1760 o serie de directori luminați au introdus în Academie studiul matematicii, al științelor naturale și al filozofiei moderne, traducând și adaptând manuale europene. 
În 1813, Gheorghe Asachi a predat pentru prima dată în limba română un curs de inginerie și hotărnicie la Academie, formând o clasă de ingineri, până în 1819. În 1821 Academia a fost desființată printr-un ordin al sultanului, ca urmare a activității organizației patriotice elene, Filiki Eteria. Împrejurările politice potrivnice au făcut ca o altă academie să nu mai existe până în 1835, când a fost înființată Academia Mihăileană. Noua instituție i-a preluat pe unii profesori de la cea veche, astfel încât există o filiație directă între cele două academii. Academia Domnească nu a oferit diplome academice standard, ci doar diplome care certificau faptul că posesorul lor era demn de a purta „numele de om învățat”. Acest nume îi oferea purtătorului posibilitatea de a îndeplini diverse funcții administrative în cadrul Imperiului Otoman și în Principatele Române.

## Profesori notabili
- Nikephoros Theotokis (1764-1765; 1776-1777)
- Iosipos Moisiodax (1765 – 1776)
- Nicolaos Zerzoulis (Cercel) (1766 – 1722)
- Daniel Philippidis (1784-1786; 1803 – 1806)
- Stephanos Doungas (1813 – 1816)
- Dimitrios Panayotou Govdelas (1808-1811; 1816-1821)
- Gheorghe Asachi
- Eustatie Altini

## Elevi notabili
- Alecu Beldiman
- Costachi Conachi
- George Săulescu
- Daniil Scavischi
- Scarlat Sturdza
- Vasile Vârnav